# Bayt Jibrin
Ne doit pas être confondu avec le camp de réfugiés de Beit Jibrin, situé en Cisjordanie, et à qui il a donné son nom
Bayt Jibrin (en arabe : بيت جبرين, également translittéré Beit Jibrin ; en hébreu : בית גוברין, Beit Gubrin), est un ancien village arabe palestinien qui était situé à 21 km au nord-ouest de la ville d'Hébron. Le village avait une superficie totale de 56 185  dounams, soit 56,1 km2,.
Au VIIIe siècle avant notre ère, le village faisait partie du royaume de Juda. À l'époque du roi Hérode, la ville était le centre administratif du district d'Idumée. Après les désordres de la première guerre judéo-romaine et la révolte du Bar Kokhba, la ville est devenue une colonie romaine florissante et un centre administratif majeur connu sous le nom d'Eleutheropolis. Au début du VIIe siècle, Bayt Jibrin est conquis par les forces musulmanes dirigées par Amr ibn al-As. Sous les Croisés, au XIIe siècle, elle est connue sous le nom de Beth Gibelin et compte 1 500 habitants, chiffre à comparer aux 100-150 habitants que compte un village moyen de l'époque. Les mamelouks s'emparent de la localité puis les Turcs ottomans. Au XIXe siècle, la famille al-'Azza prend le contrôle de Bayt Jibrin et tente sans succès de se rebeller contre les Ottomans, ce qui conduit à l'exil et à l'exécution des dirigeants locaux.
Sous le mandat britannique de la Palestine, Bayt Jibrin redevient un centre régional pour les villages environnants. La ville est prise par les forces israéliennes pendant la guerre de 1948, ce qui pousse les habitants à fuir vers l'Est. Aujourd'hui, de nombreux réfugiés de Bayt Jibrin et leurs descendants vivent dans les camps de Bayt Jibrin et de Fawwar, dans le sud de la Cisjordanie. Le kibboutz de Beit Guvrin a été créé sur les terres de Bayt Jibrin en 1949. Les grottes de Bayt Jibrin ont été classées au patrimoine mondial de l'UNESCO.

## Toponymie
La ville a porté de nombreux nom au fil des siècles. Son nom araméen Beth Gabra, utilisé par le géographe Ptolémée sous la variante grecque Βαιτογάβρα (Baitogabra), se traduit par « la maison de l'homme [fort] » ou « la maison du puissant ». Une signification voisine peut être vu dans le nom d'un roi édomite : Ḳaus-gabri ou Kauš-Gabr, trouvé sur une inscription de Tiglathpileser III Les Romains lui donnent ensuite le nom grec Eleutheropolis (Ἐλευθερόπολις), qui signifie "ville des libres",. Dans la table de Peutinger datée de 393 ap. J.-C., Bayt Jibrin est nommé Beitogabri. Dans le Talmud, compilé entre les IIIe et IVe siècles, il est fait mention de Beit Gubrin (ou Guvrin). Pour les Croisés, il s'agit de Bethgibelin ou Gibelin,. Un autre nom de la période médiévale pourrait être Beit Jibril, ce qui signifie "maison de Gabriel". En arabe, Bayt Jibrin ou Jubrin (بيت جبرين) signifie « maison du puissant »., ce qui fait écho à la signification du toponyme araméen et la ville a été probablement appelé Bayt Jibrin ou Beit Jibril tout au long de la domination des diverses dynasties musulmanes.

## Histoire

### Âge du fer
Les artefacts les plus anciens trouvés lors des fouilles remontent à l'âge du fer, époque à laquelle la ville judéenne de Marésha se dresse sur le tell connu en arabe sous le nom de Tell Sandahanna et en hébreu sous le nom de Tel Maresha. Cela correspond aux mentions de Maresha dans la Bible hébraïque. Cependant, d'après le folklore local, l'ancien village arabe de Bayt Jibrin a d'abord été habité par des Cananéens,. Après la destruction du royaume de Juda en 586 av. J.-C., Maresha fait partie du royaume édomite. Durant la période achéménide tardive une communauté sidonienne s’installe à Maresha et la localité est mentionnée dans les papyrus de Zénon (259 av. J.-C.). Pendant la révolte des Maccabées, Maresha constitue une base depuis laquelle des attaques contre la Judée sont lancées et subit des représailles de la part des Maccabées. En 112 av. J.-C., Maresha est conquise et détruite par le roi hasmonéen, Jean Hyrcan Ier, à la suite de quoi la région d'Idumée (le nom grec d'Édom) demeure sous contrôle hasmonéen, les Idouméens étant forcés de se convertir au judaïsme. En 40 av. J.-C., les Parthes dévastent complètement la place forte, qui ne sera jamais reconstruite. Après cette date, Beit Guvrin succède à Maresha en tant que centre régional[réf. nécessaire].

### Périodes romaine et byzantine
Au cours de la première guerre judéo-romaine (68 apr. J.-C.), Vespasien massacre ou asservit les habitants de Betaris. Selon Flavius Josèphe : « Après s'être emparé de deux villages situés au beau milieu d'Édom, Betaris et Caphartobas, il tua plus de dix mille personnes et en mena en captivité plus de mille, dispersant le reste de la multitude et il mit à contribution une part non négligeable de ses propres forces, qui envahirent et dévastèrent tout le pays montagneux. »
Cependant, elle reste une ville habitée par les Juifs jusqu'à la révolte de Bar Kokhba (132-135 de notre ère).

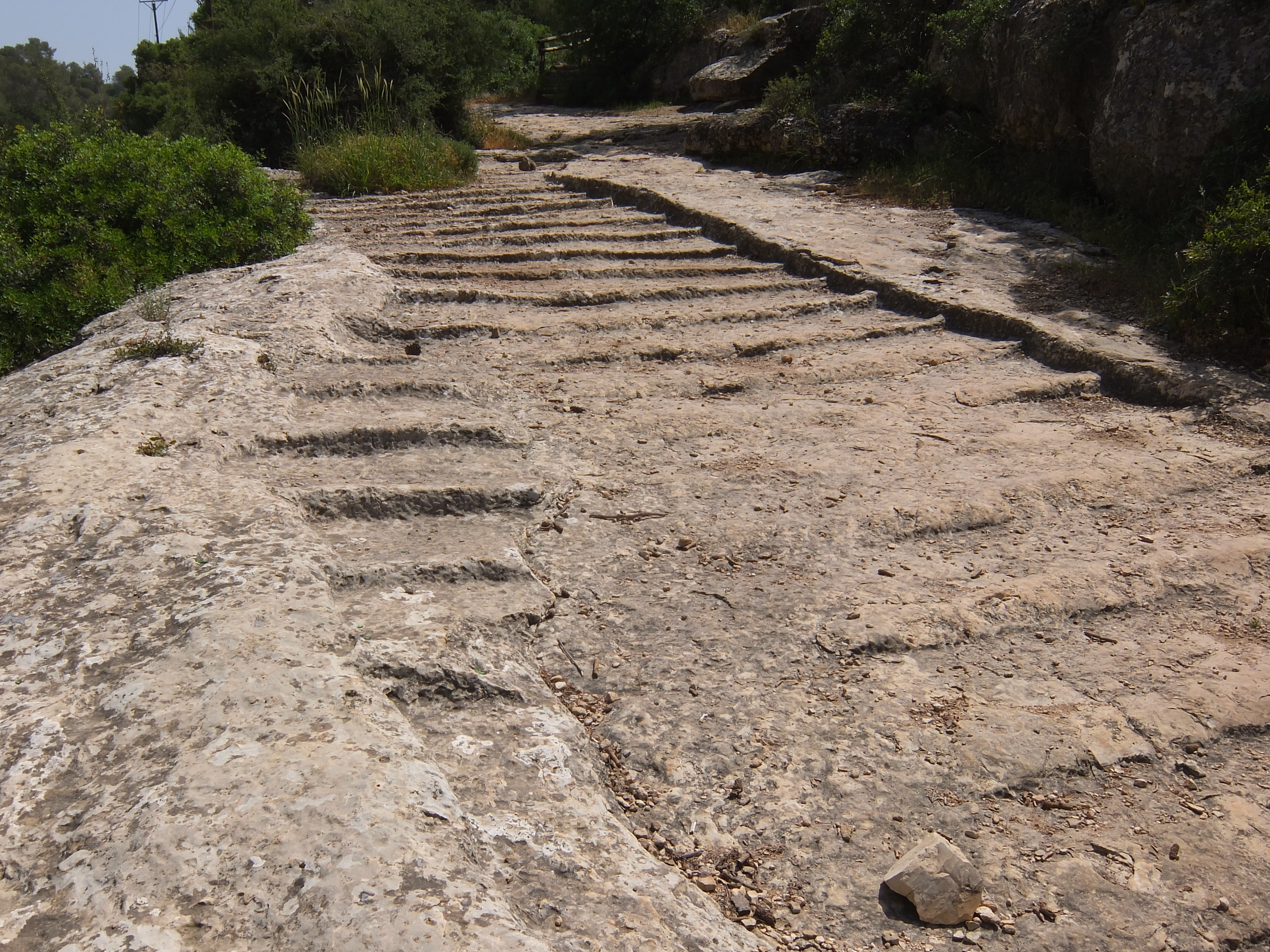
Ancienne voie romaine menant de Jérusalem à Beit Gubrin, elle est parallèle à la route israélienne 375.

Septime Sévère, empereur romain de 193 à 211 accorde le statut municipal à la cité, et la renomme Eleutheropolis ce qui signifie « Ville des libres ». Il exempte ses citoyens de l'impôt. Les pièces frappées par l'empereur, portant la date du 1er janvier 200, commémorent cette fondation. Eleutheropolis, couvre une superficie de 65 hectares, elle est donc plus vaste à l'époque qu'Aelia Capitolina, la ville romaine construite sur les ruines de la Jérusalem juive. La cité prospère sous les Romains qui édifient des bâtiments publics, des installations militaires, des aqueducs et un grand amphithéâtre. Vers la fin du IIe siècle apr. J.-C., le rabbin Judah Hanassi améliore la condition des citadins juifs en libérant la ville de l'obligation de payer la dîme sur les produits cultivés localement et de l'observation des lois de la septième année. Il base ses décisions sur le fait que la région n'a pas été peuplée par les juifs revenant de captivité babylonienne. La Vie d'Epiphane de Salamine, né dans une famille chrétienne près d'Eleutheropolis, décrit l'environnement général de la Judée tardive. Le deuxième chapitre de l'ouvrage décrit en détail l'important marché d’Eleutheropolis. Sept routes se croisent dans la cité. Eusèbe de Césarée, dans son Onomasticon, utilise les jalons romains signalant la ville comme point central à partir duquel les distances vers les autres villes sont mesurées. La carte de Madaba (datée de 542 à 570 ap. J.-C.) indique Eleutheropolis comme une ville fortifiée comprenant trois tours, une rue incurvée comprenant une colonnade dans sa partie centrale et une basilique imposante. Au centre se trouve un bâtiment doté d'un dôme blanc-jaune reposant sur quatre colonnes. La dernière mention d'Eleutheropolis dans les sources antiques se retrouve sur une carte routière (itinerarium) d'Anonyme de Plaisance datée d'environ 570.
Aux Ier   et   IIe siècles de notre ère, le christianisme pénètre la cité en raison de sa situation sur la route menant de Jérusalem à Gaza. Le premier évêque de la ville, Joseph Barsabas, est l'un des Septante disciples de Jésus. En 325, Eleutheropolis est le siège de l'évêque Macrinus qui, cette année-là, assiste au premier concile de Nicée. Épiphane de Salamine, évêque de Salamine à Chypre, est né à Eleutheropolis. Il établit à proximité un monastère qui est souvent mentionné dans les polémiques opposant Jérôme avec Rufinus et Jean, l'évêque de Jérusalem. Beit Guvrin est mentionné dans le Talmud aux IIIe et IVe siècles, signalant un renouveau de la communauté juive à cette époque. La tanna Judah b. Jacob et l'amora Jonathan (appelé dans le Talmud « Yonatan me-Bet Guvrin » c'est-à-dire Jonathan de Bet Guvrin) habitent la ville. La région, connue dans le Talmud sous le nom de Darom, correspond à la région d’Eleutheropolis,. Les fouilles effectuées à Eleutheropolis signalent une ville prospère et confirment la présence de juifs et de chrétiens dans la région. Elle est décrite comme l'une des cinq « cités d'excellence » de la Palestine par l'historien romain du IVe siècle, Ammianus Marcellinus. Le territoire sous l'administration d'Eleutheropolis englobe la plus grande partie d'Edom, comprenant les districts de Bethletepha, Edom ouest, Hébron et jusqu'à Ein Gedi, soit plus de 100 villages.

### Début de la période islamique
L'historien musulman Al-Balâdhurî (806-892) mentionne Bayt Jibrin, le nom qui est donné à la cité par les Arabes après la conquête musulmane du Levant, comme l'une des dix villes de Jund Filastin, le district militaire de Palestine conquis par l'armée musulmane du califat des Rachidoune sous le règne d'Amr ibn al-As au cours des années 630. Al-Balâdhuri écrit aussi qu'Amr ibn al-As s'est octroyé un domaine à Bayt Jibrin, qu'il a nommé 'Ajlun, en l'honneur de l'un de ses hommes. Les Analecta Bollandiana de 1904 relatent qu'en 638, l'armée musulmane a décapité, à Bayt Jibrin, cinquante soldats de la garnison byzantine de Gaza ayant refusé d'abandonner leur foi chrétienne, Ils seront ensuite inhumés dans une église construite en leur honneur. Au début de la Grande discorde opposant Ali à Muʿawiya pour la position de calife, al-'As a quitte Médine dans le Hedjaz et s'établit à Bayt Jibrin avec ses deux fils, Muhammad et Abdullah. Ce dernier y meurt.

En 796, Bayt Jibrin est détruite par des tribus bédouines, qui cherchent à lutter contre l'influence chrétienne dans la région, au cours d'une guerre civile entre des fédérations de tribus arabes. Selon un moine nommé Stephen, la cité « a été dévastée et ses habitants emmenés en captivité ». Cependant, en 985, la ville, alors placée sous la domination des Abbassides, semble s'être rétablie, à en juger par les écrits du géographe musulman al-Muqaddasi : 

« [Bayt Jibrin] est une ville située en partie dans les collines et en partie dans la plaine. Son territoire porte le nom d’Ad Darum (l’ancien Daroma et le Dairan moderne). On y trouve des carrières de marbre. Le district envoie ses produits à la capitale (Ar Ramlah). C'est un marché pour le pays voisin et une terre de richesse et d'abondance où l'on trouve de beaux domaines. La population, cependant, est maintenant en baisse,... »

### Période des Croisés et des mamelouks

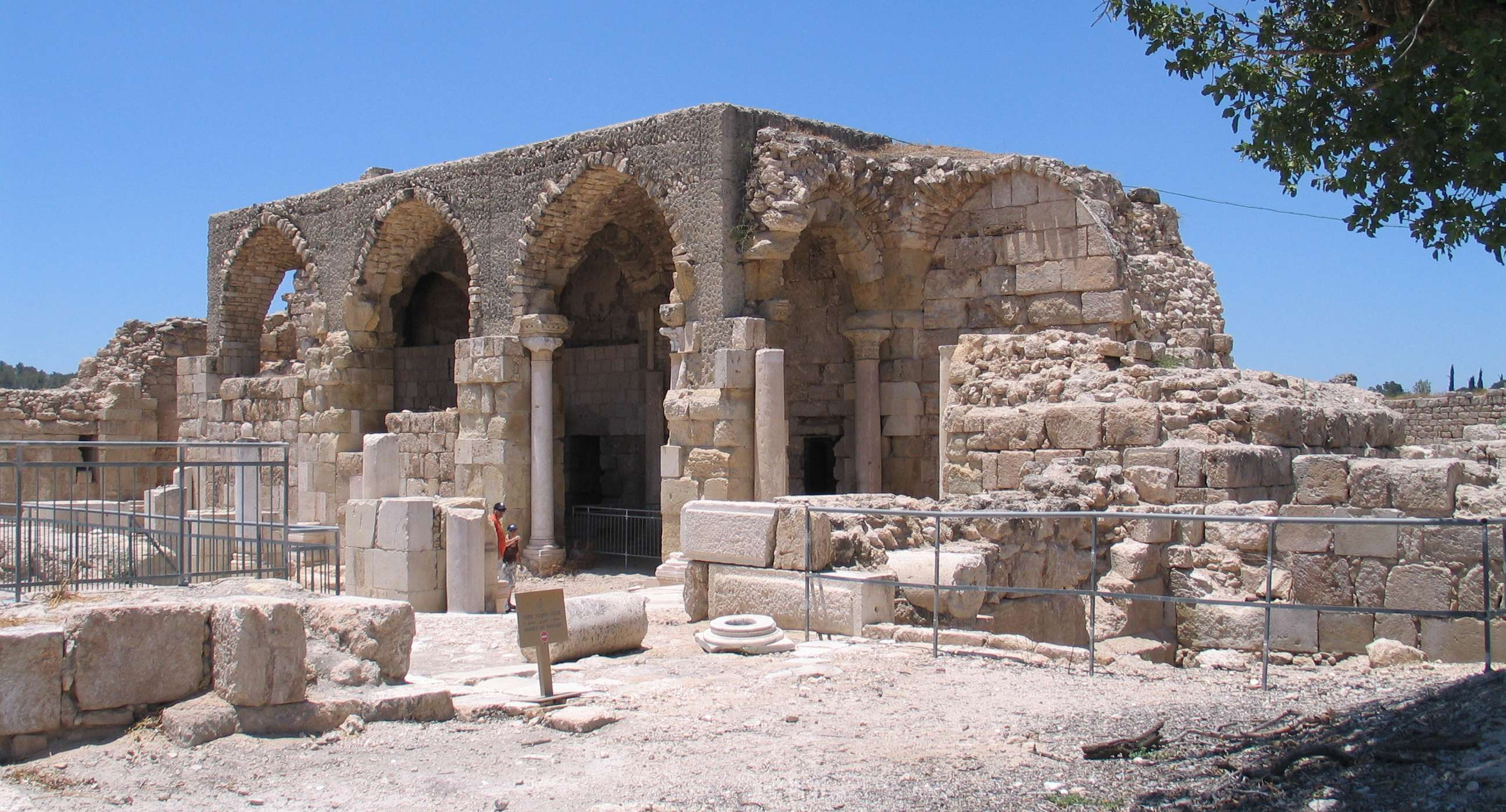
Vestiges de l'église des croisés à Bayt Jibrin, 2009.

En 1099, les croisés envahissent la Palestine et établissent le royaume de Jérusalem. En 1135, le roi Foulques V d'Anjou fait édifier un château sur les terres de Bayt Jibrin, la première d'une série de fortifications croisées construites à cette époque pour assurer le contrôle des ports de Césarée et de Jaffa,. En 1136, le roi Foulque fait don du château aux Chevaliers Hospitaliers. En 1168, les Hospitaliers obtiennent une charte leur permettant d'établir une colonie franque, qu'ils baptisent Bethgibelin. Les Croisés de Beit Jibrin se voient promettre une part des biens pillés sur les musulmans. Bethgibelin se trouve sur l'itinéraire de Benjamin de Tudèle, qui y rencontre trois Juifs lors de son séjour dans la région. L'armée ayyubide dirigée par Saladin met à sac Bethgibelin en 1187, après que la plus grande partie du royaume de Jérusalem soit tombée aux mains des musulmans à la suite de la bataille de Hittin. Peu de temps après le sac, Saladin ordonne la démolition du château des Croisés. De 1191 à 1192, Henri II de Champagne, en sa qualité de seigneur du royaume de Jérusalem, contrôle la ville tandis que Saladin et Richard Cœur de Lion négocient un cessez-le-feu.
Les Croisés conservent le contrôle de Bethgibelin jusqu'en 1244, date à laquelle les Ayyubides, sous le règne du sultan As-Salih Ayyub, la reconquiert. En 1283, les Mamelouks succèdent aux Ayyubides et la ville devient la propriété du sultan Qalawun. La ville prospère sous le sultanat mamelouk basé en Égypte. Bayt Jibrin dépend administrativement à Hébron et est placée sous la juridiction du qadi shafi'i de cette ville.

### Domination ottomane

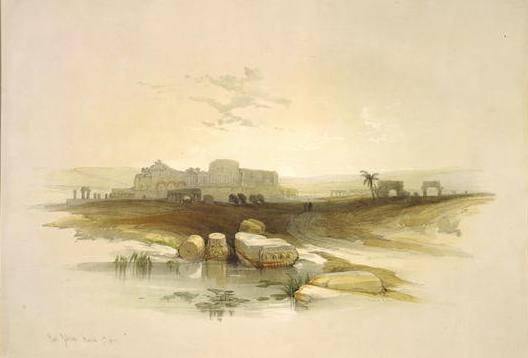
Représentation de Bayt Jibrin en 1839 par David Roberts.

Bayt Jibrin comme l'ensemble du Levant est conquis par les Ottomans après leur victoire sur les mamelouks lors de la bataille de Marj Dabiq en 1516. Bayt Jibrin est placée dans le nahiya (sous-district) de Hébron (al-Khalīl), dans le sandjak (district) de Gaza. Les Ottomans n'exercent pas un contrôle strict sur leurs territoires et ont tendance à s'appuyer sur les structures locales du pouvoir dans la mesures où les dirigeants locaux acceptent leur autorité et assurent le paiement des taxes impériales. Pendant le règne de Suleiman le Magnifique, en 1552, le château croisé de Bayt Jibrin est partiellement reconstruit afin de protéger la route principale reliant Gaza à Jérusalem. En 1596, les habitants de Bayt Jibrin, soit 50 familles musulmanes, payent des taxes sur le blé, l'orge et le sésame, ainsi que sur les chèvres et les ruchers.
Au XIXe siècle la famille 'Azza, d'origine égyptienne, dirige la région depuis Bayt Jibrin. Dans les années 1840, après que les Ottomans eurent tenté d'écraser les dirigeants locaux des monts de Judée pour leur refus de payer des impôts, la famille 'Azza rejoint la révolte contre le pouvoir ottoman. Ils s'allient au clan 'Amr du village de Dura ans la région de Hébron. Entre 1840 et 1846, les hostilités font rage entre les factions tribales Qays et Yaman dans le sud de la Palestine. Les familles 'Azza et' Amr font partie de la confédération Qays et sont en conflit larvé avec le clan Abou Ghosh, basé à proximité de Jérusalem, qui fait allégeance aux Yaman. En 1846, le shaykh de Bayt Jibrin, Muslih al-'Azza, surnommé le « géant de Bayt Jibrin », le chef du clan 'Amr et d'autres dirigeants locaux sont exilés, mais ils sont autorisés à revenir au début des années 1850.
En 1855, le nouveau pacha ottoman du sandjak de Jérusalem, Kamil Pacha, tente de réprimer une rébellion dans la région de Hébron. Il se dirige vers Hébron avec son armée en juillet 1855 et, après avoir écrasé l'opposition, convoque les shaykhs locaux dans son camp. Plusieurs de ces shaykhs, dont le chef du clan 'Amr et Muslih al-'Azza, ne répondent pas à la convocation. Kamil Pasha recourt alors à la médiation du consul britannique à Jérusalem, James Finn afin qu'il organise une rencontre avec Muslih. Finn envoie son vice-consul pour garantir la sécurité de Muslih à Hébron et le persuade de rencontrer Kamil Pasha. Muslih est bien reçu à Hébron et rentre à Bayt Jibrin, escorté de vingt hommes du gouverneur. Peu après, Kamil Pasha se rend à Bayt Jibrin pour régler des affaires et percevoir les taxes impayées de la ville,. Les shaykhs de la région d'Hébron, y compris ceux qui dépendent de Muslih al-'Azza réitèrent leur serment d'allégeance à Kamil Pasha.
En 1838, l'archéologue américain Edward Robinson parvient à retracer le passé antique de la localité. Il cite la référence de William de Tyr à son nom arabe. Les voyageurs visitant Bayt Jibrin à cette époque gardent une forte impression, à la fois du cheikh de Bayt Jibrin et de son « château » ou « manoir ». À l'époque, les vestiges de la forteresse des Croisés servent encore à la défense du village. Le shaykh de Bayt Jibrin indique en 1863 contrôler 16 villages de la région et s'être engagé à « fournir au gouvernement jusqu'à 2 000 hommes si nécessaire ». En 1864, cependant, le frère de Muslih indique à un voyageur que les biens de Muslih ont été saisis à cause de « fausses accusations de trahison » et qu'il a été exilé à Chypre puis décapité.
Albert Socin a retrouvé une liste officielle de villages ottomans datant d'environ 1870 où il est indiqué que Bayt Jibrin compte 508 habitants, répartis dans 147 maisons,.
La position de Bayt Jibrin décline tout au long du XIXe siècle. Selon les voyageurs occidentaux, il s'agit d'un « petit village insignifiant ». Ce déclin est attribué aux incursions des Bédouins dans les villages de la région de Bayt Jibrin, à la révolte de 'Azza, aux conflits tribaux entre les habitants des villes et villages de l'ensemble de la Palestine et aux épidémies qui frappent la ville et ses environs.
En 1896, la population de Bet dschibrin est estimée à environ 1 278 personnes.

### Mandat britannique sur la Palestine
Après la victoire des Britanniques sur les Ottomans en Palestine en 1917-1918, Bayt Jibrin redevient un centre économique important du district de Hébron. La population, entièrement musulmane, dispose de deux écoles, d'une clinique, d'un bus et d'un poste de police. Les villageois de Bayt Jibrin pratiquent la céréaliculture et l'horticulture. les habitants de la région affluent dans son souk hebdomadaire. Au cours de l'hiver 1920-1921, une grave épidémie de paludisme se déclare. Cent cinquante-sept villageois, soit un sixième de la population, décèdent, le taux de mortalité dans le district atteint 68 pour 1 000. Les récoltes pourrissent sur pied en raison du manque de personnes en assez bonne santé pour travailler dans les champs. Les nouvelles autorités britanniques lancent alors un programme visant à recouvrir les puits à ciel ouvert, à améliorer le drainage, ils distribuent de la quinine dans l'ensemble de la Palestine,. D'après le recensement de Palestine de 1922 effectué par les autorités britanniques, Bayt Jibrin compte 1 420 habitants, tous musulmans. En 1931, on en compte 1 804, tous musulmans, et 369 maisons.
Le 10 janvier 1938, durant de la grande révolte arabe de 1936-1939, un archéologue de renom, JL Starkey, est tué par un groupe d'Arabes armés sur la piste menant de Bayt Jibrin à Hébron.
D'après les statistiques de 1945, Bayt Jibrin compte 2 430 habitants, tous musulmans. Le finage de la localité a une superficie de 56 185 dounams, 2477 dounams sont consacrés aux cultures irriguées ou aux plantations. La céréaliculture occupe 31616 dounams.
Bayt Jibrin se trouve sur le territoire attribué à l'État arabe dans le cadre du plan de partage de la Palestine de 1947.

### Guerre de 1948

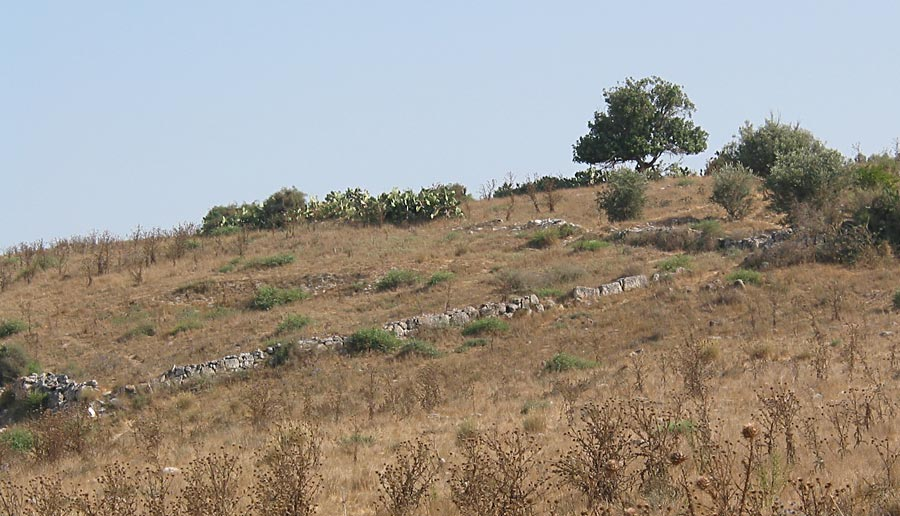
Les ruines de Bayt Jibrin en 2005.

Le premier bataillon de l'armée égyptienne reçoit l'ordre de prendre position à Bayt Jibrin au cours de la seconde quinzaine de mai, durant la guerre israélo-arabe de 1948. Au même moment, le correspondant du New York Times signale que des milliers d'habitants de Jaffa se sont réfugiés à l'intérieur des terres, un grand nombre dans la région de Bayt Jibrin. En octobre 1948, l'armée israélienne lance l'opération Yoav. Les Israéliens disposent désormais d'avions, d'artillerie et de chars qu'ils ne possédaient pas pendant les opérations lancées trois mois auparavant. Les 15 et 16 octobre, les forces israéliennes bombardent et mitraillent plusieurs localités, dont Bayt Jibrin. Selon Morris, les habitants des localités touchées par les combats n'étaient préparés ni sur le plan psychologique, ni sur le plan militaire aux attaques aériennes. L'armée de l'air israélienne bombarde Bayt Jibrin le 19 octobre, provoquant la fuite des habitants paniqués.
Le 23 octobre, un cessez-le-feu imposé par les Nations Unies entre en vigueur. Cependant, un raid israélien sur un poste de police voisin dans la nuit du 24 octobre entraîne la fuite d'autres villageois de Bayt Jibrin. Les troupes israéliennes de la brigade Giv'ati occupent alors Bayt Jibrin le 27 octobre.

En 2008, un ancien résident de la ville, âgé de huit mois au moment du raid, a décrit la fuite de sa famille comme suit : 

« Au cours de la guerre de 1948, le village a été attaqué par des unités militaires israéliennes et bombardé par des avions israéliens. À cette époque, Beit Jibrin abritait déjà de nombreux réfugiés des villages voisins. Les combats et les bombardements ont effrayé les gens. Ils ont fui les combats et ont cherché refuge dans les collines environnantes. [Ma] famille a trouvé protection dans une grotte à 5 km à l'est du village. Ils avaient tout laissé dans leur maison, espérant revenir après quelques jours, lorsque l’attaque serait terminée. Les Israéliens, cependant, ne leur ont pas permis de revenir. Plusieurs hommes de Beit Jibreen ont été tués alors qu'ils tentaient de rentrer chez eux. »

 En 1949, le kibboutz Beit Guvrin est fondé sur les terres de l'ancienne localité. Les zones de fouilles des peuplements successifs judéens, helléniques, romano-byzantins et croisés sont incluses dans le parc national de Bet Guvrin-Maresha qui attire de nombreux touristes. Les vestiges postérieurs au VIIe siècle, et donc la présence arabo-musulmane sont peu mis en valeur.

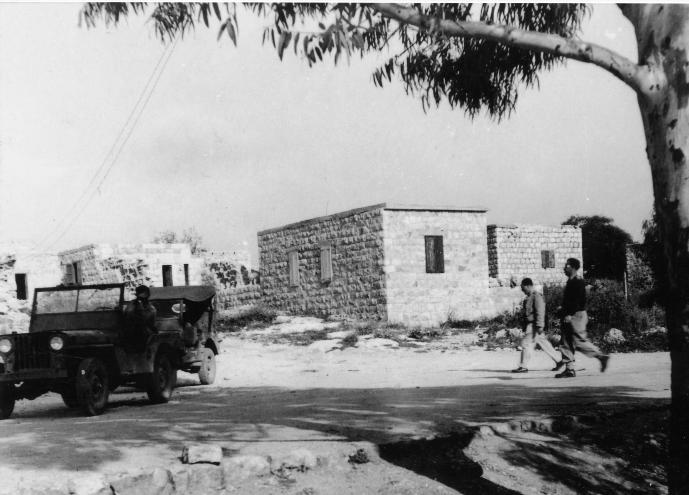
Bayt Jibrin après l'occupation par la brigade Harel, 1948
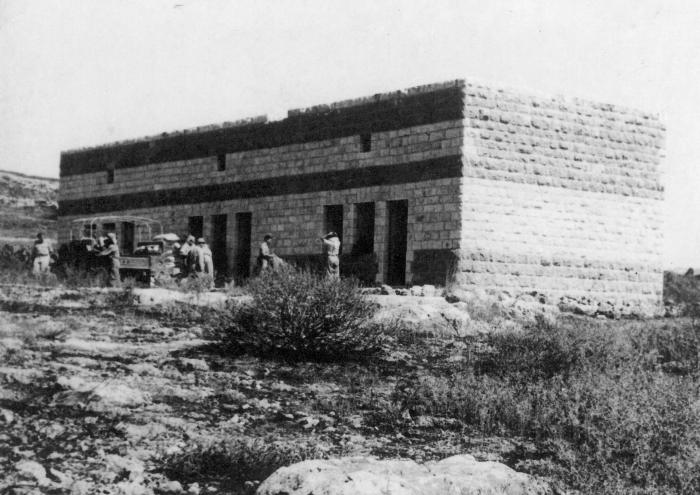
Bâtiment aux environs de Bayt Jibrin, 1948
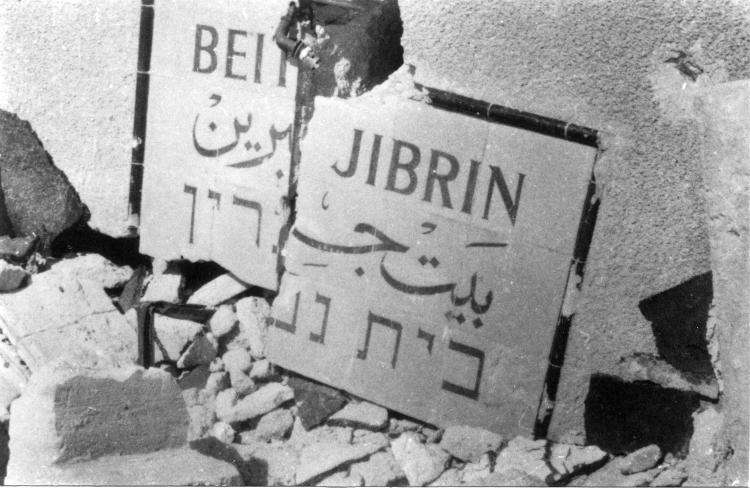
Poste de police de Bayt Jibrin, 1948
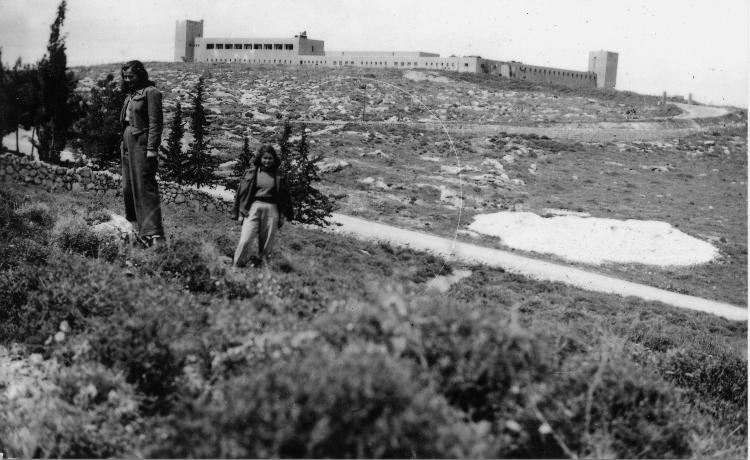
Fort Tegart de Bayt Jibrin, 1948
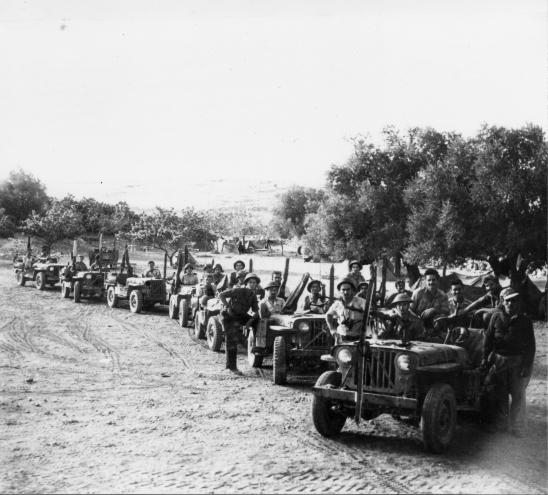
Soldats du 89e bataillon de l'armée israélienne à l'extérieur de Beit Jibrin, au cours de l'opération Yoav, octobre 1948.

## Archéologie
Aujourd'hui, de nombreuses zones de fouilles de Maresha et Beit Guvrin peuvent être visitées dans le parc national israélien Beit Guvrin-Maresha. Par ailleurs, le Archaeological Seminars Institute procède, avec l'autorisation de l'Autorité des antiquités israéliennes, à des fouilles dans plusieurs carrières de Maresha et invite les visiteurs à y participer[réf. nécessaire].
En 1838, l'exégète biblique Edward Robinson s'est rendu à Bayt Jibrin et a fait le lien avec la Eleutheropolis antique. Les vestiges de la ville de Maresha sur le Tell Sandahanna/Tel Maresha ont été excavés pour la première fois en 1898-1900 par Bliss et Macalister. Ils ont mis au jour une cité hellénistique planifiée et fortifiée entourée d'un mur d'enceinte comportant des tours. Deux strates hellénistiques et une strate israélite ont été identifiées par eux sur la colline. Entre 1989 et 2000, des fouilles à grande échelle ont été organisées par l’Autorité des antiquités israéliennes sous la direction du professeur Amos Kloner. Elles ont principalement été menés dans la ville basse de Maresha, et se sont concentrées à la fois sur la surface et sur les complexes souterrains. Les fouilles ont continué dans plusieurs complexes souterrains entre 2001 et 2008[réf. nécessaire]. Les vestiges en grande partie préservés de l'amphithéâtre romain ont été mis au jour par Kloner. Parmi les autres découvertes remarquables, un bain romain, le plus grand d'Israël et des territoires palestiniens. De nombreux pressoirs à olives, des columbariums et citernes d’eau ont aussi été mis au jour. Moins de 10 % des grottes de Tel Maresha ont été excavées.
Les ruines de trois églises byzantines sont situées à Bayt Jibrin. Une église située sur une colline au nord de la ville, utilisée plus tard comme résidence privée, comportait des mosaïques élaborées illustrant les quatre saisons. Elles ont été endommagées pendant la guerre israélo-arabe de 1948. Une église du sud de la localité, connue sous le nom de Khirbet Sandahanna, était dédiée à Sainte-Anne. Le Nouveau Testament ne donne aucune information sur la mère de la Vierge Marie, mais le Protévangile de Jacques apocryphe largement diffusé, la désigne sous le nom d'Anne et indique qu'elle est née à Bethléem. Selon une autre tradition chrétienne, Bayt Jibrin est le lieu de naissance de Sainte Anne. Le premier édifice byzantin a été reconstruit par les croisés au XIIe siècle. Aujourd'hui, l'abside et ses trois fenêtres cintrées ainsi qu'un demi-dôme sont toujours intacts.
La zone plus large de la Shéphélah a été habitée depuis bien plus longtemps. Des fouilles ont été menées par l’Autorité des antiquités israéliennes à environ 12 km au nord-est de Bayt Jibrin sur un site situé dans le même wadi, Nahal Guvrin, près du moshav Menuha. L’Autorité a découvert les artefacts d’un village estimés vieux de 6 500 ans, s'est à dire datant de la fin de l’âge de la pierre ou du début du chalcolithique ou « âge du cuivre et de la pierre ». Les objets trouvés comprennent des vases de poterie et des outils en pierre taillée, dont des lames en silex, des objets de culte, des figurines en argile représentant des animaux à cornes, des fusaïoles en céramique et des os de porcs, de chèvres, de moutons et de grands herbivores. Les habitants ont probablement choisi cette région en raison de la présence de terres arables et de sources abondantes coulant même pendant les mois d'été sans précipitations. Les archéologues pensent que les villageois cultivaient des céréales, comme l'indiquent la présences de lames de faucilles et d'outils de broyage et de battage. Ils élevaient des animaux fournissant du lait, de la viande et de la laine, comme l'attestent les fusaïoles. L'habitat était concentré sur une surface réduite, environ 1,5 dounams, mais il existe des preuves de troc fondées sur la présence de vases de basalte et d’autres objets lithiques produits loin du site.

## Géographie
Bayt Jibrin était situé dans une région de plaines et de collines basses appelée Shfela (Shephelah), située entre la plaine côtière à l'ouest et les monts de Judée à l'est. Le village se trouvait à 21 km au nord-ouest d'Hébron. L’altitude moyenne de Bayt Jibrin est de 275 m. Les localités voisines comprennent les villages dépeuplés de Kudna au nord, Al-Qubayba au sud-ouest, Al-Dawayima au sud et les localités palestiniennes encore existantes de Beit Ula à l'est et d'Idna au sud-est. Le site se trouvait sur la route principale reliant Le Caire à Hébron, via Gaza.
En 1945, le finage de Bayt Jibrin faisait 56,1 km2, dont 98 % de terres appartenant à des Arabes. Il y avait 33,2 km2 de terres arables et 21,6 km2 de terres non cultivables. 54,8 % des terres de la localité étaient utilisées pour la céréaliculture, 6,2 % plantées d'oliviers et 4,4 % contenaient des cultures irriguées,.
La région de Bayt Jibrin contient un grand nombre de grotte, à la fois des formations naturelles et des grottes creusées dans la craie tendre par les habitants de la région au fil des siècles pour être utilisées comme carrières, sépultures, abris pour animaux, ateliers et espaces pour élever des tourterelles et des pigeons. On estime qu'il existe 800 cavernes dans la zone, beaucoup sont reliées par un dédale souterrain de passages. Quatre-vingt d'entre elles sont situées au sein du parc national de Beit Guvrin.

## Démographie
À l'époque romaine, Bayt Jibrin a une population mixte de juifs, de chrétiens et de païens. Sous la domination musulmane, l' islam devient progressivement la religion dominante et au XXe siècle, toute la population est musulmane.
D'après les archives fiscales ottomanes de 1596, la localité compte 275 habitants. À la fin du XIXe siècle, sa population atteint 900 habitants et en 1896, elle est estimée à environ 1 278 personnes. En 1912, on en compte environ 1 000 et 1 420 la décennie suivante. D'après le recensement de Palestine de 1931, Bayt Jibrin compte 1 804 habitants. Une enquête sur les terres et la population réalisée par Sami Hadawi en 1945 signale une forte augmentation de la population qui passe à 2430. On peut dégager une tendance générale d'augmentation de 400-500 habitants tous les 9-11 ans entre 1912 et 1945. En 1948, une projection donne un chiffre de 2 819 habitants.
Le nombre de réfugiés de Bayt Jibrin et de leurs descendants était estimé à 17 310 en 1998. Beaucoup vivent dans les camps d'al-'Azza (également appelé Bayt Jibrin) et de Fawwar dans le sud de la Cisjordanie.

## Culture

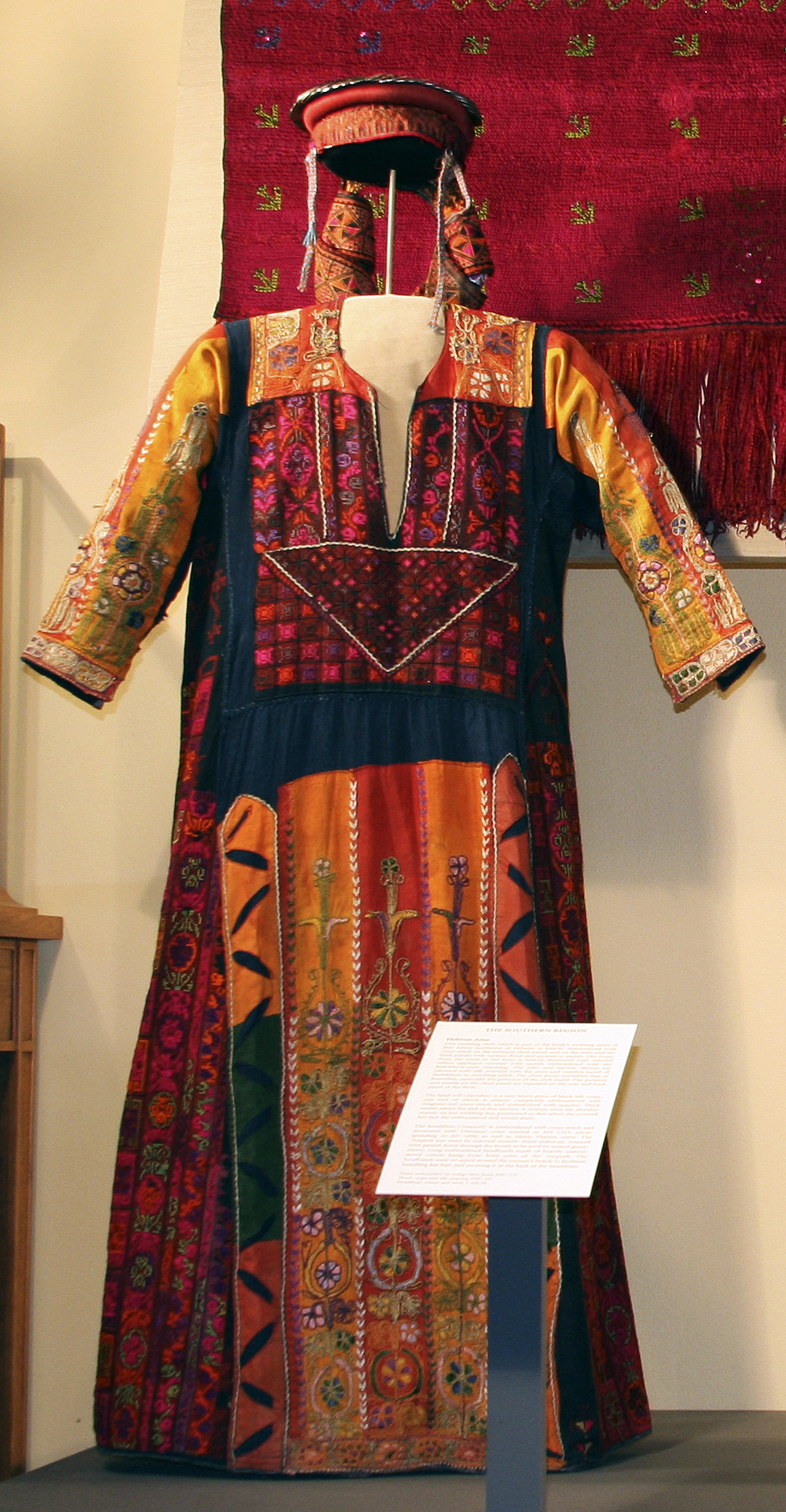
Tenue de mariée de Bayt Jibrin, un shambar est étendu sur le mur, exposition de l'Institut oriental de Chicago.

### Broderies
Bayt Jibrin était, avec Hébron et les villages environnants, connu pour sa broderie palestinienne. Une pièce représentative de cet artisanat est une jillayeh (robe de mariée) de Bayt Jibrin, datant de 1900 environ, issue des collections du Museum of International Folk Art (MOIFA) de Santa Fe, au Nouveau-Mexique. La robe est constituée de lin indigo tissé à la main comportant de longues manches. Le qabbeh ("pièce de poitrine") est brodé avec un motif qelayed, le motif maya ("eau"), le motif el-ferraneh ("la femme du boulanger") et le motif saru ("cyprès"). Les pièces latérales sont également recouvertes de broderies au point de croix dans une variété de motifs traditionnels.
Dans la même collection se trouve un shambar (grand voile) de Bayt Jibrin datant de la fin du XIXe siècle, porté lors des mariages et des festivités. Il est fait de soie noire brodée à la main avec une frange distincte en soie rouge,. Une femme portait surtout le shambar le jour de son mariage, de telle sorte que lorsqu'elle recouvrait son visage, le bout brodé se voie. Un autre article de la collection du MOIFA est une coiffe (irakieh) brodée au point de croix et décorée de pièces de monnaie ottomanes frappées en 1223 de l'hégire (1808 apr. J.-C.), ainsi que de thalers de Marie-Thérèse. Les femmes mariées portaient l' irakyeh et les pièces élaborées étaient transmises comme héritage. De longs bandeaux brodés en coton, suspendus des deux côtés, étaient enroulés autour des tresses de la femme pour faciliter le frisage de ses cheveux, puis fixés à l'arrière de la coiffe.

### Mausolées

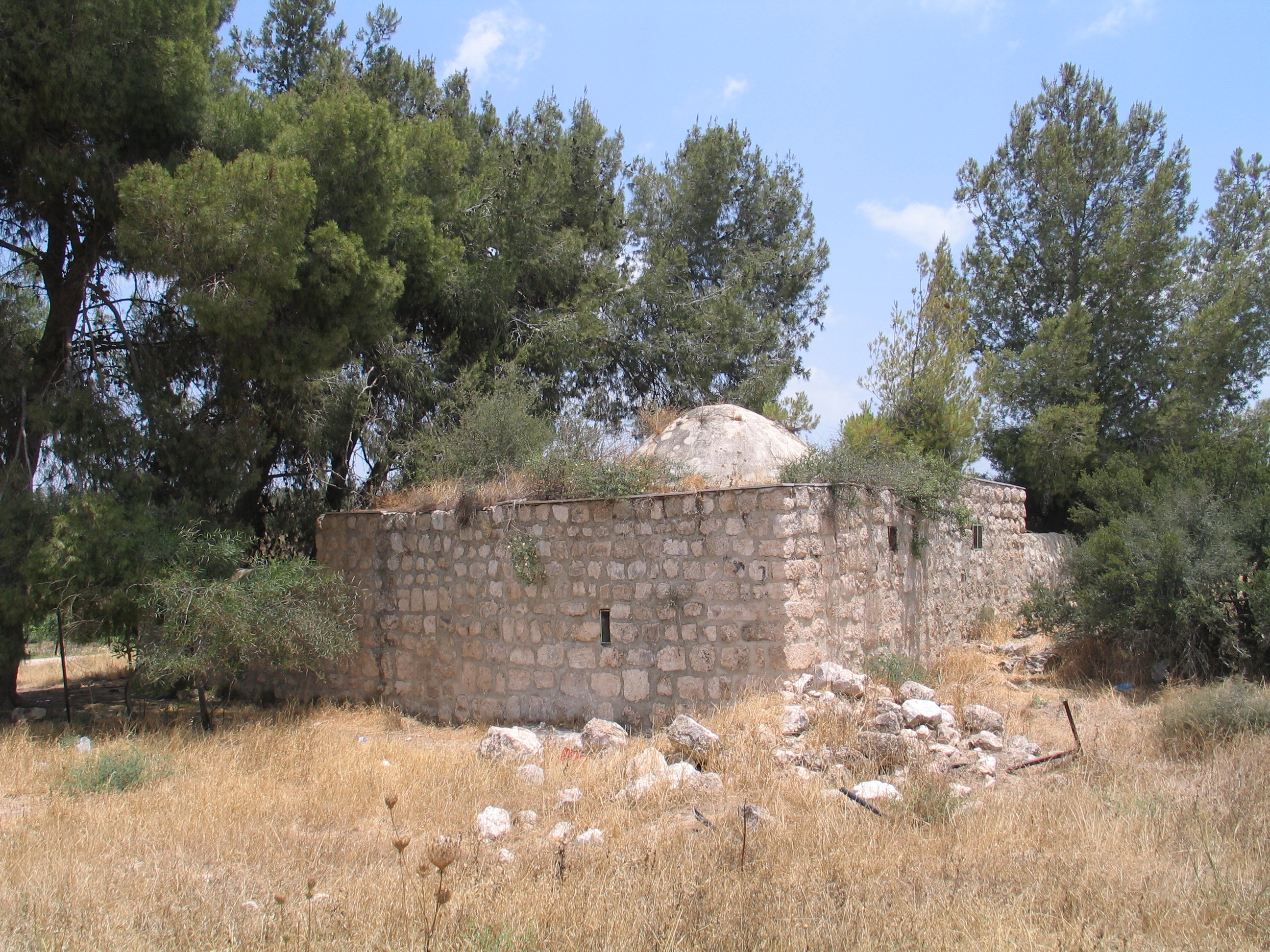
Maqam du Sheikh Tamim al-Dari

Dans la tradition islamique, Bayt Jibrin est le lieu de sépulture du sahaba (compagnon) du prophète Mahomet, Tamim al-Dari, célèbre pour sa piété et qui fut brièvement gouverneur de Jérusalem à la fin du VIIe siècle. Al-Dari et sa famille ont obtenu le contrôle des collines de Hébron, y compris Bayt Jibrin, et ont été nommés gardiens de la grotte des patriarches (mosquée Ibrahimi) à Hébron. Son mausolée est le site le plus vénéré de Bayt Jibrin, il est situé juste au nord-ouest de la localité. De nos jours, le sanctuaire d'al-Dari reste un lieu de pèlerinage musulman local. Parmi les autres lieux saints islamiques du village figurent le maqam d'un shaykh local nommé Mahmud et la tombe d'une shaykha (figure religieuse) appelée Ameina.